# Peter M. Schneider (Opernsänger)
Peter M. Schneider (* 19. Oktober 1936 in Sachsenhausen) ist ein deutscher Opernsänger, Schriftsteller und Impresario.

## Leben, Beruf und Wirken
Peter M. Schneider, geboren als Peter Schneider, ist der einzige Sohn von Martin Schneider († 1943 auf Sizilien). Er wuchs nach dem Tod des Vaters bei seiner Mutter und seinem Stiefvater auf einem Bauernhof auf. Nach dem Abitur studierte er Milchwirtschaft an der Humboldt-Universität zu Berlin. Nach seiner Promotion an der Universität Rostock zum Dr. rer. nat. ging er zum Theater.
Schneider wurde Tenor. Er debütierte 1965 in Döbeln (Mittelsächsisches Theater) und sang danach zwanzig Jahre auf verschiedenen ostdeutschen Bühnen, davon viele Spielzeiten am Volkstheater Rostock. Mit Beginn der Saison 1985/86 wurde er Intendant am Theater Stralsund.
Schneider leitete dieses Theater bis 1990.
Gemeinsam mit Helga Schneider gründete er zwei Jahre später in Rostock die Boris-Agentur, welche sich insbesondere der Unterstützung internationaler Künstler verschrieb. Die Konzertagentur veranstaltet jährlich u. a. mit den armenischen Tenören Gor Arsenyan und Karo Khachatryan, sowie dem ukrainischen Klavierduo Olha Chipak und Oleksiy Kushnir u. a. die Silvesterkonzerte im Barocksaal (Rostock).
Seit 1960 ist Schneider außerdem schriftstellerisch tätig. Er ist Verfasser von Schauspielen, Fernsehspielen, Dramatisierungen, Libretti für Oper und Märchenmusical, sowie von Lyrik.
Bedeutenden Einfluss auf seine künstlerische Entwicklung hatten für Schneider die Begegnungen mit der Kammersängerin Hanne-Lore Kuhse, dem Rostocker Intendanten Hanns Anselm Perten, dem russisch-armenischen Bariton Pawel Lisizian und dem bulgarisch-österreichischen Heldentenor Spas Wenkoff.
Schneider gehört zu den Gründungsmitgliedern der von dem Schriftsteller Frank Weymann ins Leben gerufenen Pro arte Künstlerakademie Mecklenburg-Vorpommern.

## Fernsehspiele, Stücke, Libretti, Dramatisierungen (Auswahl)
- Der Tod des Archimedes, Mittelsächsisches Theater, Döbeln, Uraufführung 1967[16]
- Junge Bautechniker, Fernsehspiel, Theater Greifswald, UA 1970
- In mir wachsen 100 Träume, Theater Greifswald, UA 1971
- Mörder ohne Tote, Fernsehspiel, Ostseestudio Rostock, Mecklenburgisches Staatstheater Schwerin (Ensemble), UA 1974
- Opa Päule, Volkstheater Rostock, UA 1974
- Seemann, Tod und Teufel, Libretto, Theater Stralsund, UA 1976
- Die drei Musketiere, Landesbühnen Sachsen, nach Alexandre Dumas, gemeinsam mit Heiner Maaß, UA 1980[17]
- Die blaue Nachtigall, Libretto, Theater Greifswald,  Komposition: Paul Krawinkel, UA 1981
- Das Fell, Volkstheater Rostock, UA 1983
- Es war einmal ein König Drosselbart, Volkstheater Rostock, Musical, Komposition: Reinhard Möller, UA 1984, Fernsehaufzeichnung 1985[18]
- Ferdinand (Schill), Theater Stralsund, UA 1984
- Der entbehrliche Trommler, Aesopiade für Schauspieler, 1984
- Reise nach Süden, Volkstheater Rostock, nach Peter Schütt, UA 1984
- Das Märchen vom Schwarzen Riesen, Volkstheater Rostock, Musical, Komposition: Reinhard Möller, Fernsehaufzeichnung, UA 1985
- Stralsund Poem, Theater Stralsund, Komposition: Kurt-Dietmar Richter, UA 1985
- Meerumschlungen und kreidegrün, Theater Stralsund, Kantate nach Gerhart Hauptmann, Komp.: Karl Dietrich, Fernsehaufzeichnung, UA 1988
- Die Erbschleicher, Theater Stralsund, DDR-Erstaufführung, Oper von Krassimir Kjurktschijski (Übersetzung), 1988
- Die Perlen der Serafina, Operette von Rudolf Piskášek (Übersetzung), 1988
- Kaspar-Ohm un ick, Volkstheater Rostock, nach John Brinckman, Hörspielfassung, UA 1989

## Veröffentlichungen
- Pusteblumen und Neurosen – Fetzen und Verse, Lyrik, BS Verlag Rostock, 2006, ISBN 978-3-89954-217-2
- Heldentenor Spas Wenkoff – Alles war Zufall, Künstlerbiografie, BS Verlag Rostock, 2008, ISBN 978-3-86785-045-2
- Herbst – Zeit – Loses, Lyrik, BS Verlag Rostock, 2017, ISBN 978-3-86785-395-8
- Heldentenor Spas Wenkoff – Alles war Zufall, Neuauflage, Rhino Verlag, Ilmenau, 2021, ISBN 978-3-932081-85-9